# Сеймень
Сеймень, Сеймені (рум. Seimeni) — село у повіті Констанца в Румунії. Адміністративний центр комуни Сеймень.
Село розташоване на відстані 156 км на схід від Бухареста, 51 км на північний захід від Констанци, 114 км на південь від Галаца.

## Населення
За даними перепису населення 2002 року у селі проживали 555 осіб, з них 549 осіб (98,9%) румунів. Рідною мовою 551 особа (99,3%) назвала румунську.